# Harry Green (Leichtathlet)
Henry Harold „Harry“ Green (* 15. Juli 1886 in London; † 12. März 1934 ebenda) war ein britischer Langstreckenläufer.
Harry Green hatte sich auf den Marathonlauf spezialisiert. Als Mitglied der Sutton Harriers nahm er 1908 an einem Marathon in Surrey teil, bei dem er zum ersten Mal als Sieger ins Ziel lief. Bei der ersten Ausführung des Polytechnic Marathons in London 1909 wurde er Dritter. Bei der zweiten Auflage 1911 (1910 wurde er auf Grund des Todes von König Edward VII. abgesagt) siegte Green mit einer Zeit von 2:46:29,8 h.
1912 galt Green als Favorit, das Rennen galt zudem als Qualifikation für die Olympischen Spiele 1912 in Stockholm. Green wurde Dritter, qualifizierte sich aber als bester Brite für Stockholm. Beim olympischen Marathon belegte er Platz 14. Auch hier war er wieder der beste Brite.
Bei einem Marathon in Shepherds Bush stellte Harry Green am 12. Mai 1913 mit 2:38:16,2 h eine neue Weltbestzeit auf. Die Zeit wurde jedoch 19 Tage später durch den Schweden Alexis Ahlgren bei seinem Sieg beim fünften Polytechnic Marathon um 2:10 min verbessert.
Harry Green war Angestellter bei Harrods. Als der Erste Weltkrieg ausbrach, meldete er sich freiwillig zur Armee. Er nahm an der Schlacht von Gallipoli teil und wurde mit der Distinguished Conduct Medal und der französischen Militärmedaille ausgezeichnet. Er verließ die Armee im Range eines Captains (vergleichbar mit dem deutschen Rang des Hauptmanns).
Nach dem Ende des Krieges nahm Green nicht mehr aktiv an Sportveranstaltungen teil. Von 1924 bis 1925 war er Vereinspräsident der Herne Hill Harriers. Im Londoner Stadtteil West Norwood betrieb er ein Zeitungsgeschäft. Green erkrankte an einer Lungenentzündung an deren Folgen er am 12. März 1934 verstarb. Er wurde auf dem West Norwood Cemetery begraben.